# Masada Anniversary Edition Vol. 1: Masada Guitars
 (novembre 2023).
Masada Anniversary Edition Vol. 1: Masada Guitars est un album enregistré par les guitaristes Bill Frisell, Marc Ribot et Tim Sparks (en), sorti en 2003 sur le label Tzadik. Chaque musicien joue en solo, à tour de rôle, des compositions de Masada écrites par John Zorn. Cet album fait partie de la série Masada Anniversary enregistrée à l'occasion des 10 ans de Masada.

## Titres
| 1.    | Abidan (Frisell)   | 3:31 |
| 2.    | Kodashim (Sparks)  | 3:37 |
| 3.    | Kedem (Ribot)      | 3:29 |
| 4.    | Bikkurim (Frisell) | 3:00 |
| 5.    | Ravayah (Sparks)   | 4:01 |
| 6.    | Hadasha (Ribot)    | 2:45 |
| 7.    | Katzatz (Frisell)  | 3:37 |
| 8.    | Kanah (Sparks)     | 3:27 |
| 9.    | Hodaah (Ribot)     | 3:24 |
| 10.   | Kisofim (Frisell)  | 4:53 |
| 11.   | Sippur (Sparks)    | 2:48 |
| 12.   | Sansanah (Ribot)   | 5:54 |
| 13.   | Galgalim (Ribot)   | 1:45 |
| 14.   | Elilah (Frisell)   | 3:05 |
| 15.   | Kedushah (Sparks)  | 4:32 |
| 16.   | Shevet (Ribot)     | 3:11 |
| 17.   | Kochot (Frisell)   | 3:56 |
| 18.   | Tzalim (Ribot)     | 2:21 |
| 19.   | Kivah (Ribot)      | 2:33 |
| 20.   | Avelut (Frisell)   | 4:05 |
| 21.   | Moshav (Ribot)     | 3:54 |
| 73:48 |                    |      |

## Personnel
- Bill Frisell - guitare
- Marc Ribot - guitare
- Tim Sparks - guitare